# ナマズ料理

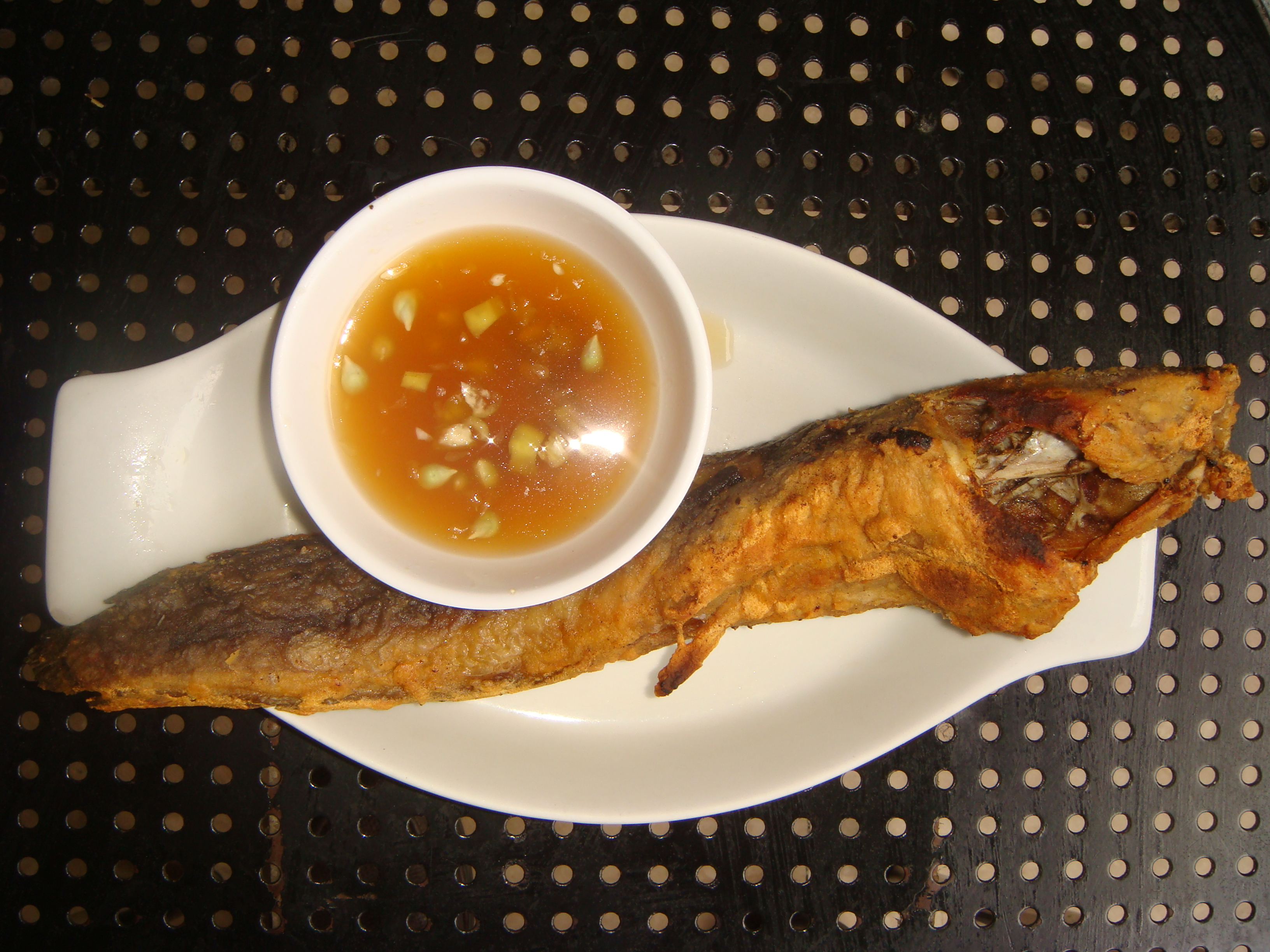
ナマズのから揚げ

ナマズ料理（ナマズりょうり）は、ナマズ目の硬骨魚類を主に用いた料理。

## 概要
ナマズ目の硬骨魚類は寒帯やオーストラリア南部を除く世界中に生息しており、内水面に存在する淡水魚としては大型で可食部が多いという特徴がある。白身で脂が乗っているため、特にフライやソテー、ムニエルなどに適しているとされ、フィッシュ・アンド・チップスなど白身魚のフライにも用いられる。
東南アジアではメコン川流域などでナマズが食用とされているが、乱獲によってメコンオオナマズが絶滅危惧種となっている。一方で2006年以降はベトナムが世界最大のナマズ養殖生産国になるなど、近年は養殖が盛んである。フライや焼き魚のほか、なれずしや魚醤、和え物などとして調理されている。

中国では、済南料理などで食材とされる。
アメリカでは、アメリカナマズがミシシッピ州などで養殖され、カロリーやコレステロールの低い健康食として人気を集めている。ニューオーリンズなどミシシッピ川流域で、ガンボなどに食材として使われている。
コンゴ民主共和国やガボンなど中部アフリカでは、脂の乗ったヒレナマズ科のヒゲナガヒレナマズが好まれ、包み焼きなどにされている。また、マリのドゴン族やティブ族は、出産の儀式にナマズを用いている。
日本ではマナマズとイワトコナマズが古くから食用にされ、天ぷらや蒲焼、刺身、汁物などにされてきた。岐阜県海津市の千代保稲荷神社周辺で参詣客がナマズの蒲焼を食べるなど、一部の地域でナマズ料理が観光資源となっている。その一方、ニホンウナギの絶滅危惧が報じられたことから、近畿大学がナマズの養殖を手掛け、2016年7月に蒲焼用のナマズの小売販売が開始された。

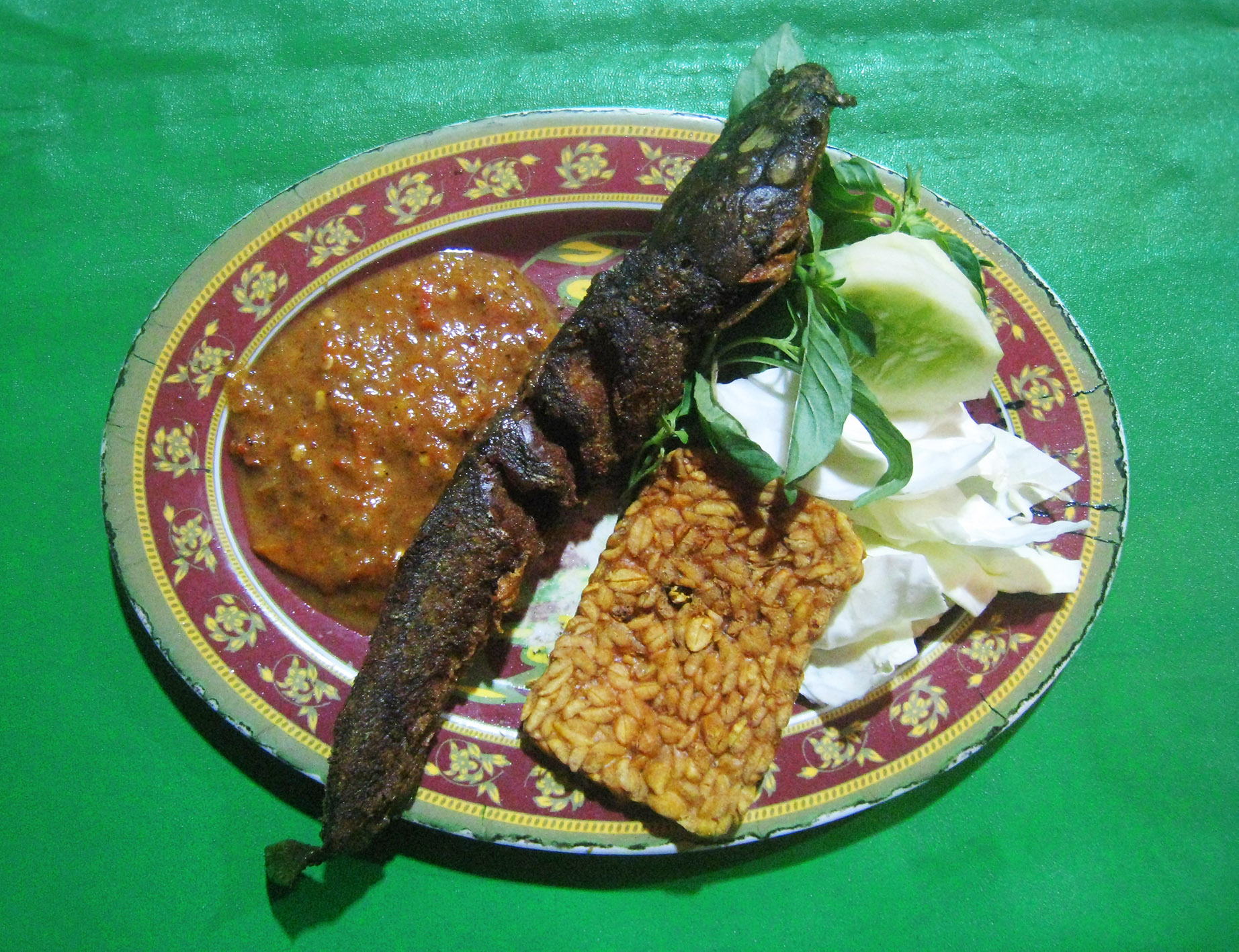
インドネシアのペセルレレ（英語版）
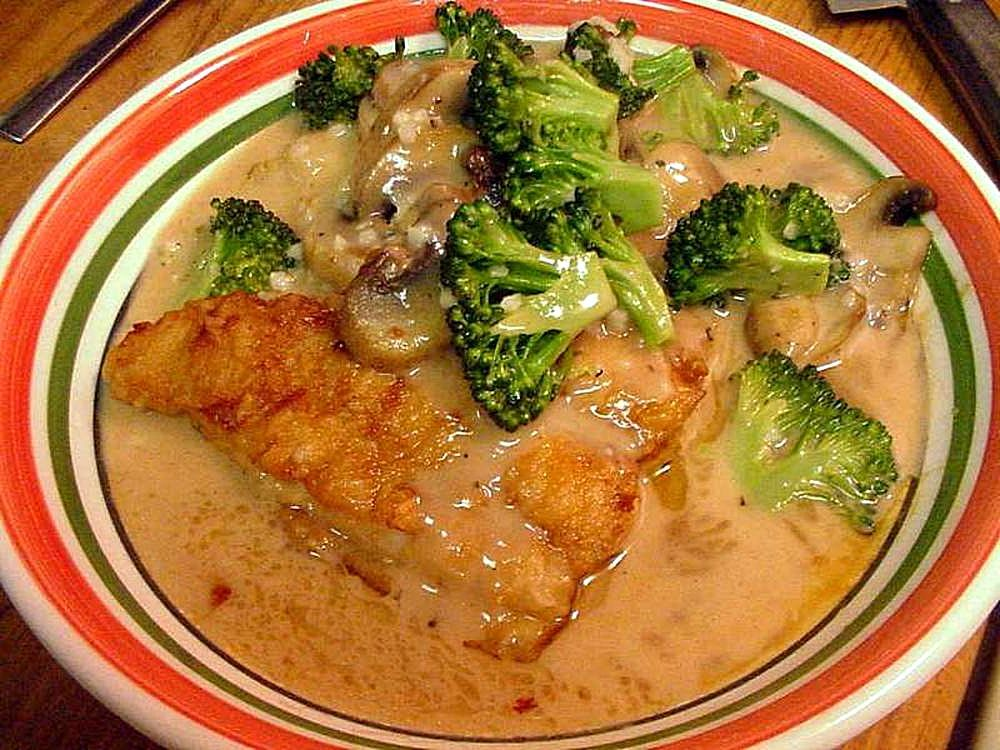
ナマズとブロッコリーのピカタ
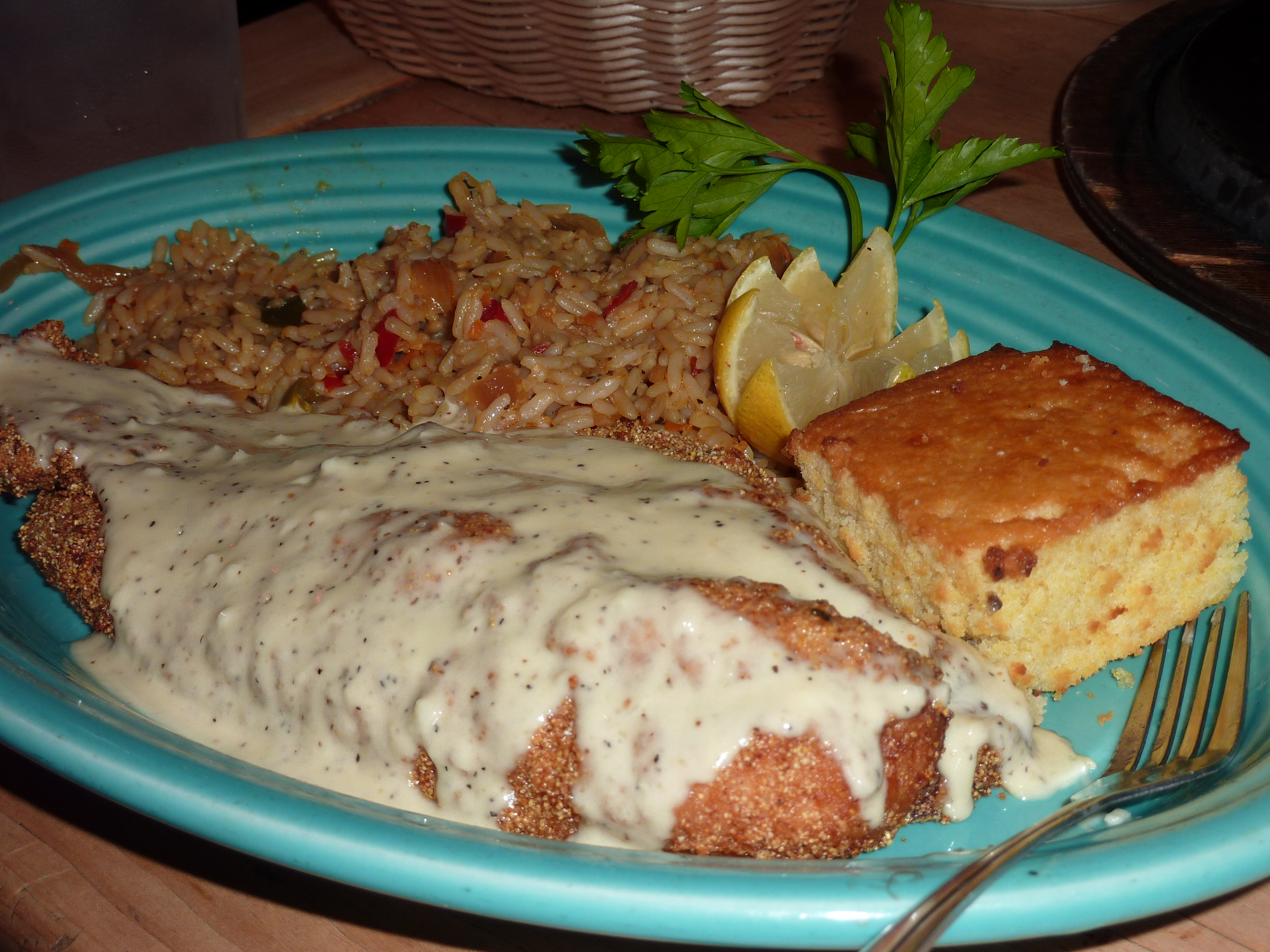
ニューオーリンズにおけるナマズのフライ
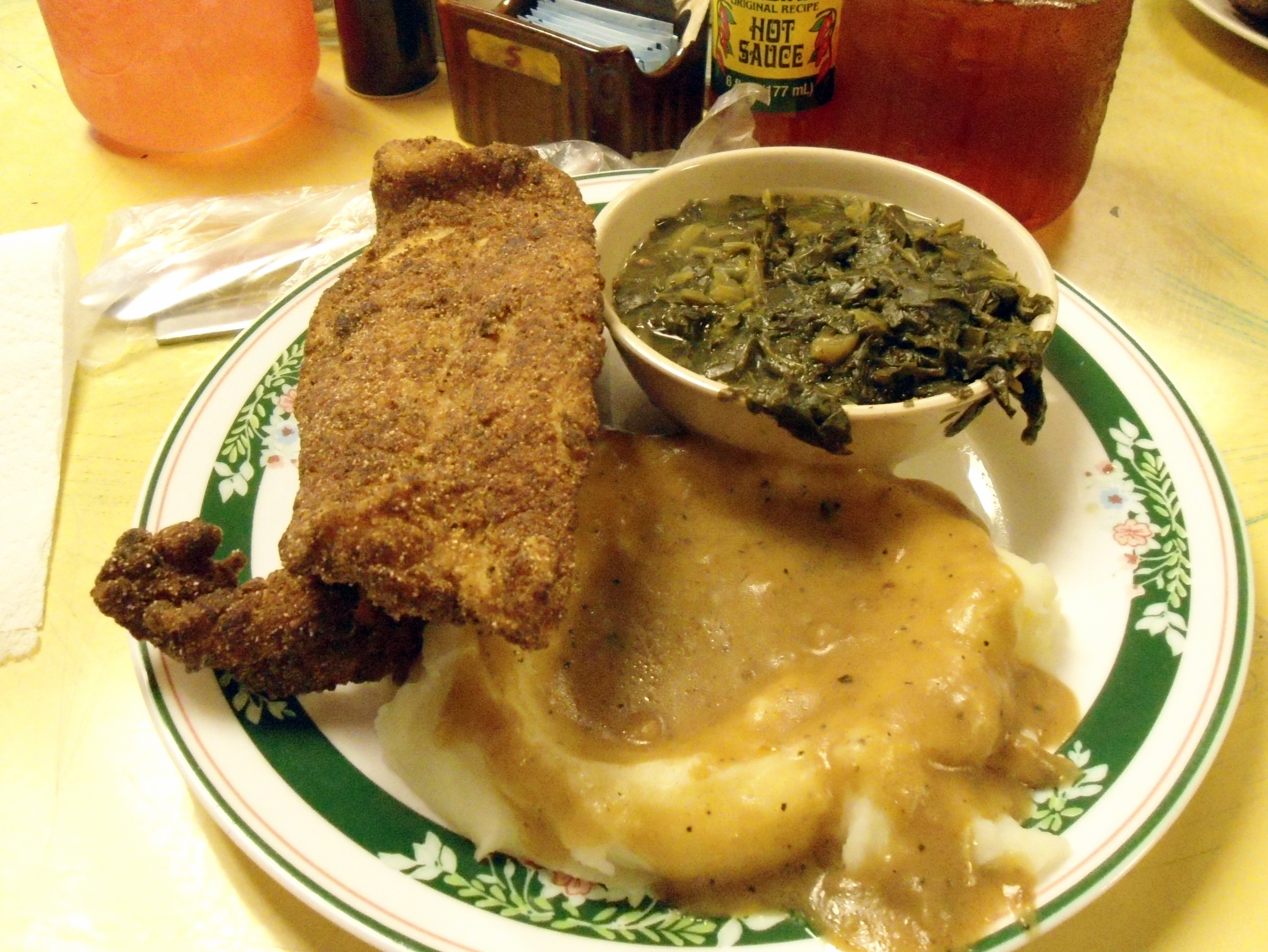
アーカンソー州の伝統料理（ナマズのフライ）

## 歴史
セルビアにある紀元前5980-5525年頃の遺跡レペンスキ・ヴィールで確認された動物遺存体の約10%はヨーロッパオオナマズであり、当時からナマズは食用にされていたと見られる。また北アメリカ大陸でも、紀元前2000年頃のミシシッピ・デルタに存在したポヴァティ・ポイント文化の貝塚からナマズの骨が出土しており、先住民族がナマズを食べていたと見られている。日本においては縄文時代早期-中期の粟津貝塚からナマズ科の歯骨片が出土しており、この時代にはナマズを食べていたと考えられる。
エジプト新王国では当時の書物からナマズが食用とされていた可能性が指摘されているほか、エーベルス・パピルスにはナマズ肉を軟膏としていた記録がある。紀元前4世紀に、『動物誌』においてアリストテレスは「ナマズは雄より雌の方が食用に向く」などと記述している。1世紀には大プリニウスが『博物誌』において「ナマズの生肉または塩漬けを食べると声が良くなる」、ディオスコリデスが『薬物誌』において「ナマズを食べると胃や声が良くなる」とそれぞれ記しており、ナマズ食の効能が信じられていた。また、2世紀頃のローマ帝国の宴会を描いた『食卓の賢人たち』では、シルロス（ナマズ属）を食べる事が文化的な事とされ、ナマズ料理を食べる事が一種のステータスシンボルになっていた。
12世紀のドイツではヒルデガルト・フォン・ビンゲンが「ナマズは健康人と病人どちらの食事としても適している」と著書で述べている。また、同時期の日本では『今昔物語集』にナマズ食の記録が見られる。16世紀にはコンラート・ゲスナーが『動物誌』の中で、「若いナマズの肉は美味で、王国の食卓にも登る」と記していた。中国でも、17世紀に李時珍が『本草綱目』において「生食は水腫など、煮ると痔瘻などにそれぞれ効能がある」としているなど 特に大河の流域に当たる山東省や四川省などではナマズ目の魚も一般的な食材とされてきた
。日本では室町時代には贈答品としても扱われていたが、江戸時代中期には祝儀に使われる事は減り、日常的な食材となっていた。
19世紀後半には、ロシアのアストラハンから塩漬けのナマズ約1,670トンが毎年輸出されていた。全世界の養殖生産量は1999年から2008年にかけて約54万トンから278万トンと5倍以上に増加するなど、環境悪化に強く成長の早いパンガシウス科を中心に世界的に消費が増えている。